# Hernando (Córdoba)
Hernando is een plaats in het Argentijnse bestuurlijke gebied Tercero Arriba in de provincie Córdoba. De plaats telt 10.486 inwoners.